# Litrea

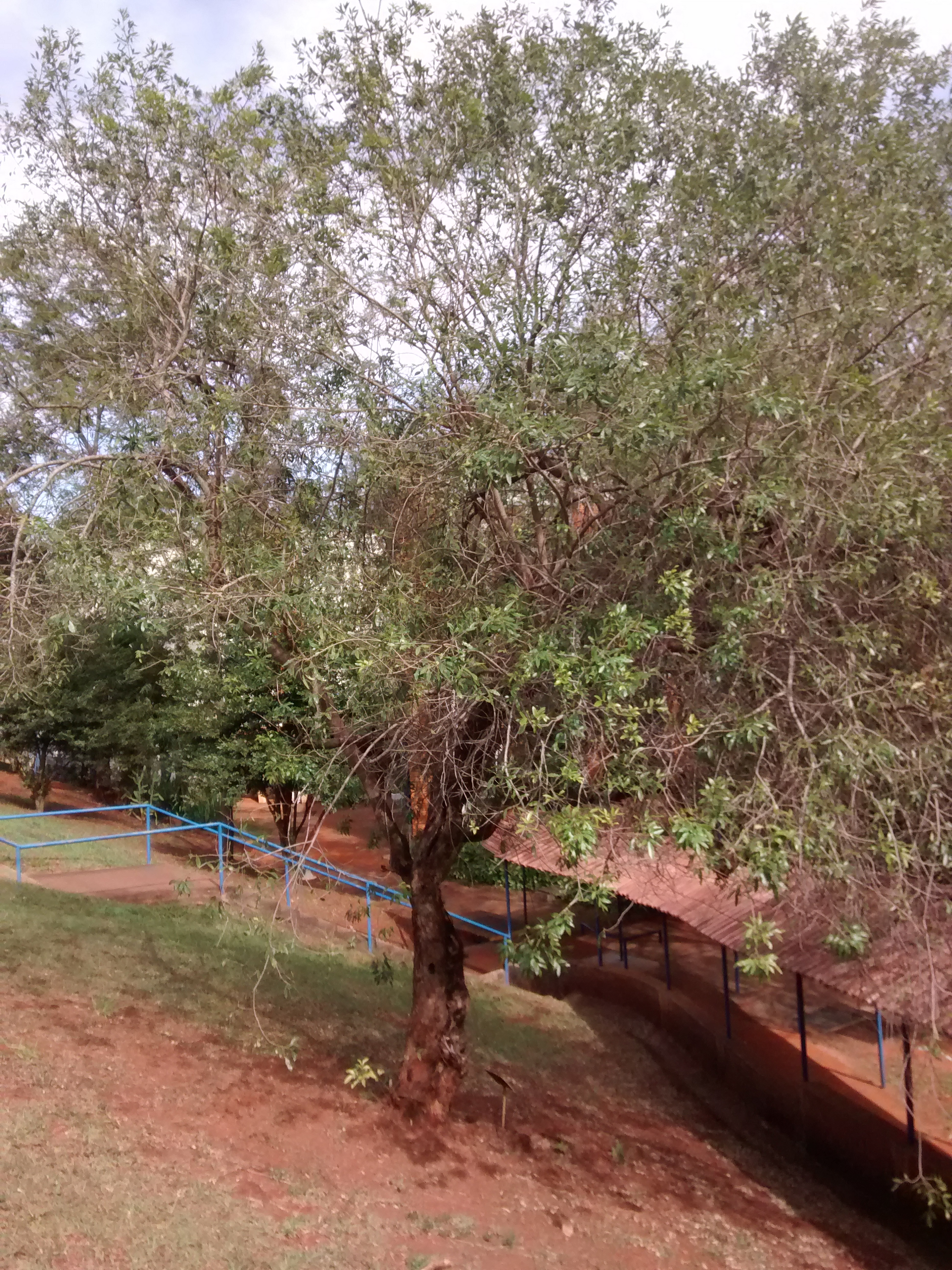
Lithraea molleoides

Litrea (Lithraea, alternativně též Lithrea) je rod rostlin z čeledi ledvinovníkovité. Zahrnuje celkem 3 druhy rostoucí v Jižní Americe. Jsou to dřeviny se střídavými zpeřenými nebo jednolistými listy a drobnými pětičetnými květy v latovitých květenstvích. Plodem je peckovice. Rostliny obsahují ostrou šťávu, způsobující při kontaktu s pokožkou těžké dermatitidy.
Tvrdé a odolné dřevo chilského druhu Lithraea caustica je místně využíváno jako konstrukční materiál a jako palivo.

## Popis
Litrey jsou dvoudomé, stálezelené keře a stromy ronící ostrou šťávu. Listy jsou střídavé, lichozpeřené nebo jednolisté, řapíkaté, složené z celokrajných, přisedlých lístků. Střední vřeteno listu je často křídlaté. Květy jsou stopkaté, pětičetné, uspořádané v úžlabních a/nebo vrcholových latách. Květní stopky jsou článkované. Koruna je zelenavě bílá až nazelenale žlutá. Tyčinek je deset. V květech je laločnatý disk. Gyneceum je složené ze tří na bázi srostlých plodolistů. Blizny jsou hlavaté.
Plodem je kulovitá, bledě šedá až bělavá, hladká peckovice s pryskyřičnatou dužninou (mezokarpem), přirostlou k tvrdé pecce (endokarpu).

## Rozšíření
Rod litrea zahrnuje 3 druhy vyskytující se výhradně v Jižní Americe. Druhy Lithraea brasiliensis a Lithraea molleoides jsou rozšířeny v oblasti od Brazílie (mimo Amazonii) po severní Argentinu, druh Lithraea caustica je endemit středního Chile.

## Ekologické interakce
Na listech litrejí se živí housenky některých druhů nočních motýlů zejména z čeledí martináčovití (Citheronia splendens, Citheronia vogleri, Eacles imperialis, Eacles penelope, Lonomia cynira), Megalopygidae (Megalopyge chrysocoma a M. lanata) a slimákovcovití (Sibine geyeri, Sibine trimacula).

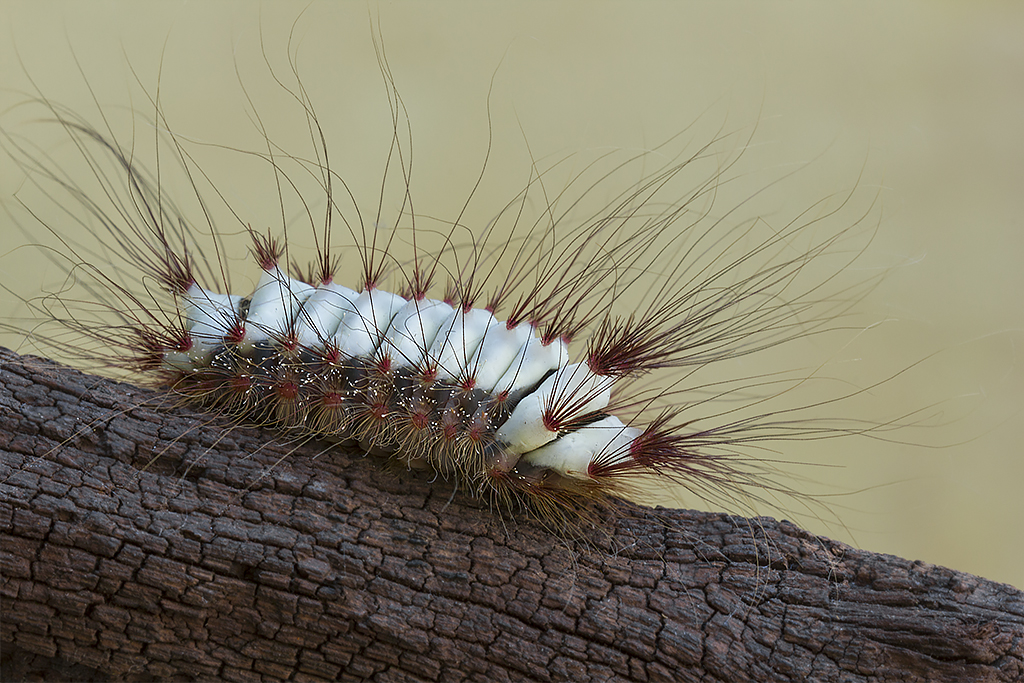
Housenka můry Megalopyge lanata
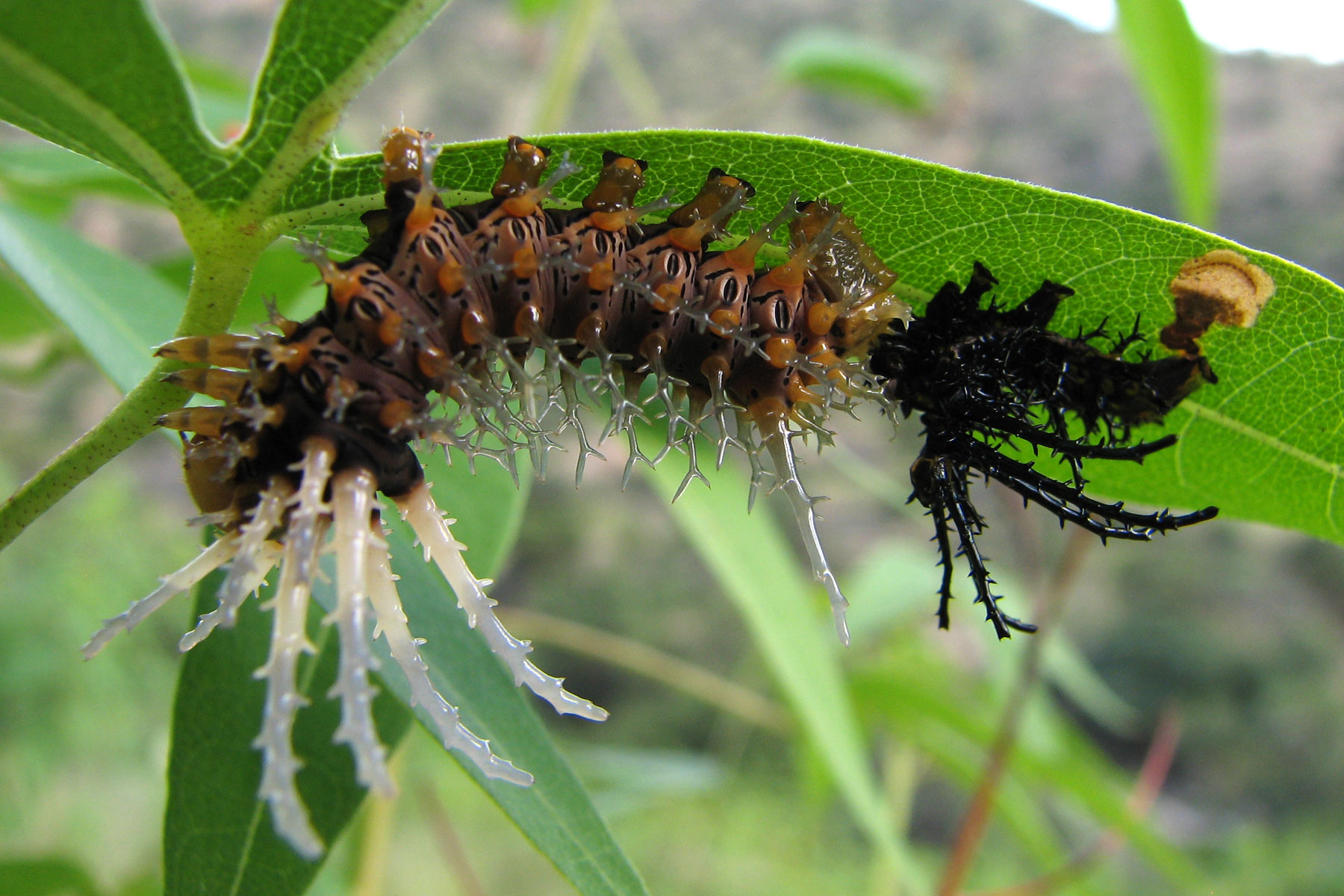
Bizarní housenka martináče Citheronia splendens
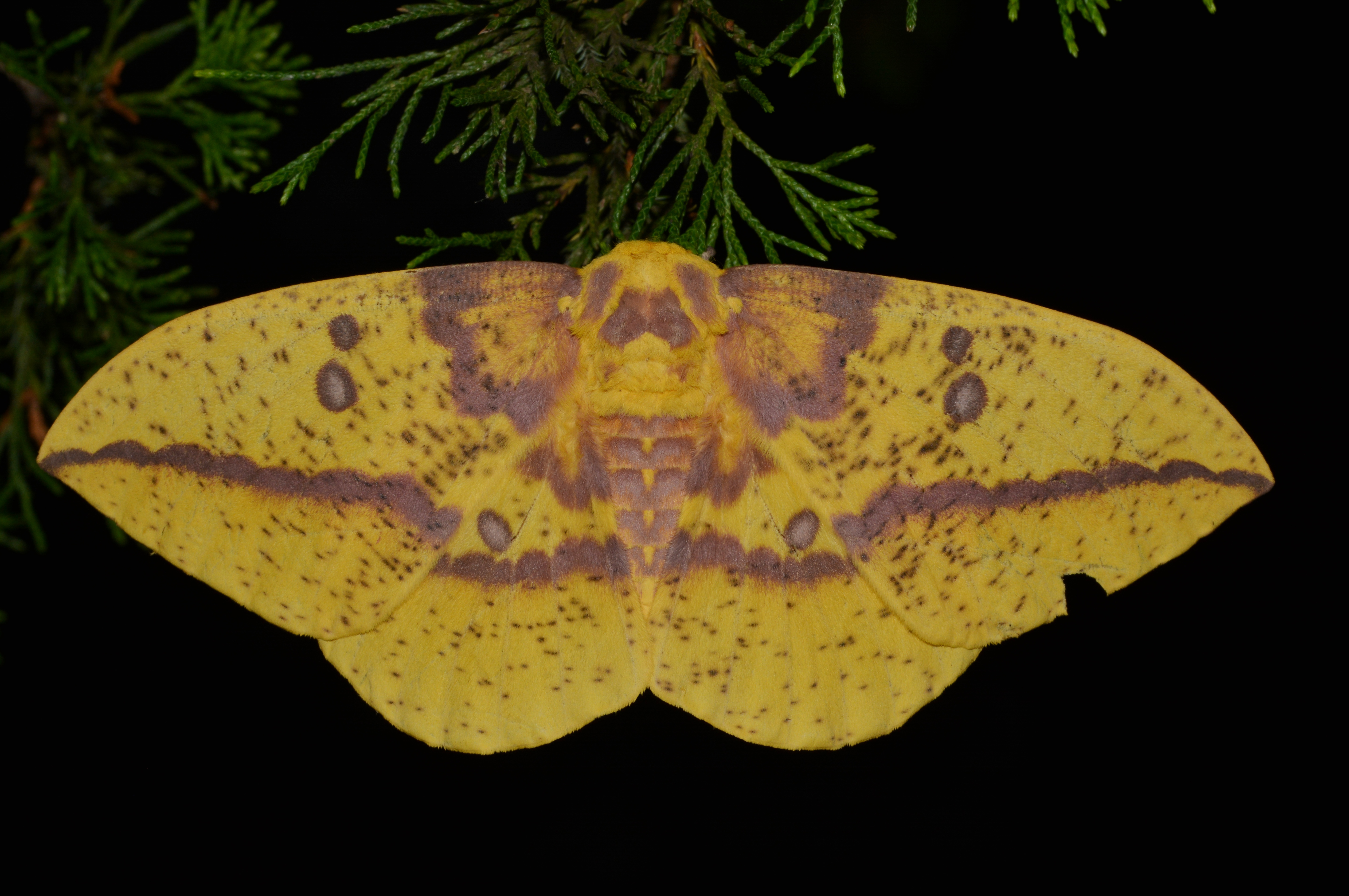
Martináč Eacles imperialis

## Obsahové látky a jedovatost
Litrey patří společně s rody jedovatec (Toxicodendron), křivokřídlec (Loxopterigium), Mauria a Tapirira k nejjedovatějším zástupcům čeledi ledvinovníkovité v tropické Americe. Účinnými substancemi jsou látky ze skupiny urushiolů. Pokud se šťáva z rostliny dostane na pokožku, dochází k vybuzení imunitního systému a senzibilaci, po níž se při opakovaném kontaktu se šťávou objevují silné alergické reakce projevující se dermatitidou.
Mezi charakteristické projevy náleží zarudnutí, otoky a puchýře. Protože se alergen přenáší i na rukou a oděvu, mohou se příznaky projevit i na jiných částech těla, než je ta, která přišla se šťávou přímo do kontaktu. Běžný je silný otok obličeje a očních víček. U senzibilovaných jedinců nastupují příznaky obvykle den nebo dva po kontaktu s rostlinou, někdy však již po 6 hodinách. Neléčená dermatitida zpravidla přetrvává po dobu následujících 2 až 3 týdnů.

## Taxonomie
Rod Lithraea je v rámci čeledi Anacardiaceae řazen do podčeledi Anacardioideae a tribu Rhoeae. Mezi blízce příbuzné rody náleží Schinus a Mauria.

## Význam
Lithraea caustica je ve středním Chile běžnou dřevinou a místní obyvatelé ji využívají zejména jako palivo. Listy této rostliny jsou konzumovány v čerstvém stavu k léčení alergií. Načervenalé dřevo je dekorativní, tvrdé a velmi odolné vůči vlhkosti a hnilobě. Používá se zejména na stavbu domů a lodí.